# 艾涅
艾涅（法語：Aigné，法語發音：[ɛɲe]）是法国萨尔特省的一个市镇，属于勒芒区。

## 地理
艾涅（48°4'1"N, 0°7'8"E）面积12.59 平方千米，位于法国卢瓦尔河地区大区萨尔特省，该省份为法国西北部内陆省份，北起顺时针与奥恩省、厄尔-卢瓦省、卢瓦-谢尔省、安德尔-卢瓦尔省、曼恩-卢瓦尔省和马耶讷省接壤，是法国大西部的入口，连接卢瓦尔河谷、布列塔尼和巴黎盆地。
与艾涅接壤的市镇（或旧市镇、城区）包括：拉米莱斯、特朗热、绍富尔圣母村、德格雷、栋夫龙昂香槟、拉瓦尔丹。

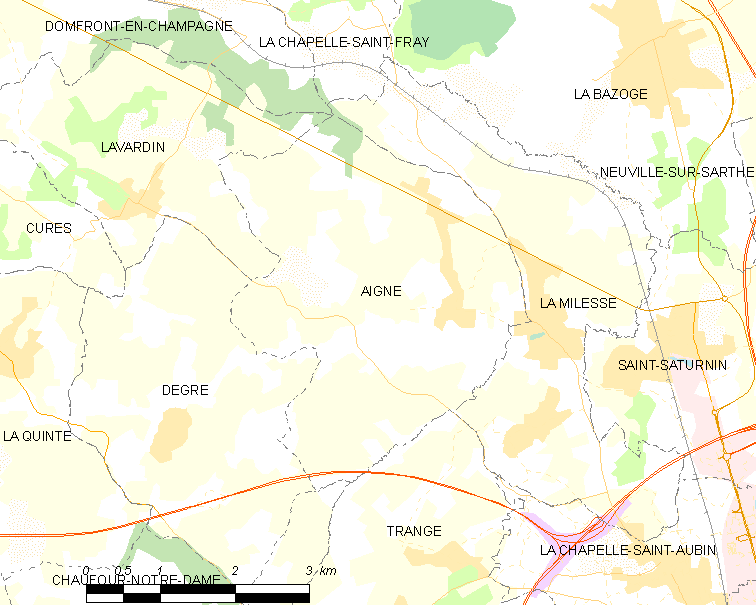
艾涅的OSM定位图

艾涅的时区为UTC+01:00、UTC+02:00（夏令时）。

## 行政
艾涅的邮政编码为72650，INSEE市镇编码为72001。

## 政治
艾涅所属的省级选区为勒芒第二县。

## 人口

1962-2008年间艾涅人口变化图示

艾涅于2022年1月1日时的人口数量为1681人。